# Friedrich Von Stülpnagel
Friedrich Von Stülpnagel (Alemania, 16 de julio de 1913-Múnich, 9 de julio de 1996) fue un atleta alemán, especialista en la prueba de 4x400 m en la que llegó a ser medallista de bronce olímpico en 1936.

## Carrera deportiva
En los JJ. OO. de Berlín 1936 ganó la medalla de bronce en los relevos 4x400 metros, con un tiempo de 3:11.8 segundos, llegando a meta tras Reino Unido (oro) y Estados Unidos (plata), siendo sus compañeros de equipo: Helmut Hamann, Harry Voigt y Rudolf Harbig.